# راؤول راميريز
راؤول راميريز (بالإسبانية: Raúl Ramírez)‏ مواليد 20 يونيو 1953 في إنسينادا، هو لاعب كرة مضرب مكسيكي سابق بدأ مسيرته كمحترف سنة 1973 وكان يلعب باليد اليمنى، اعتزل اللعب في 1983. كما أنه أحد أبطال الجراند سلام. أعلى تصنيف له في الفردي كان المركز الـ 4 في سنة 1976.

## روابط خارجية
- راؤول راميريز على موقع رابطة محترفي التنس (الإنجليزية)
- راؤول راميريز على موقع الاتحاد الدولي لكرة المضرب (الإنجليزية)
- راؤول راميريز على موقع كأس ديفيز (الإنجليزية)
- راؤول راميريز على موقع خلاصة التنس.كوم (الإنجليزية)